# Pałac Krzeczunowiczów w Bołszowcach

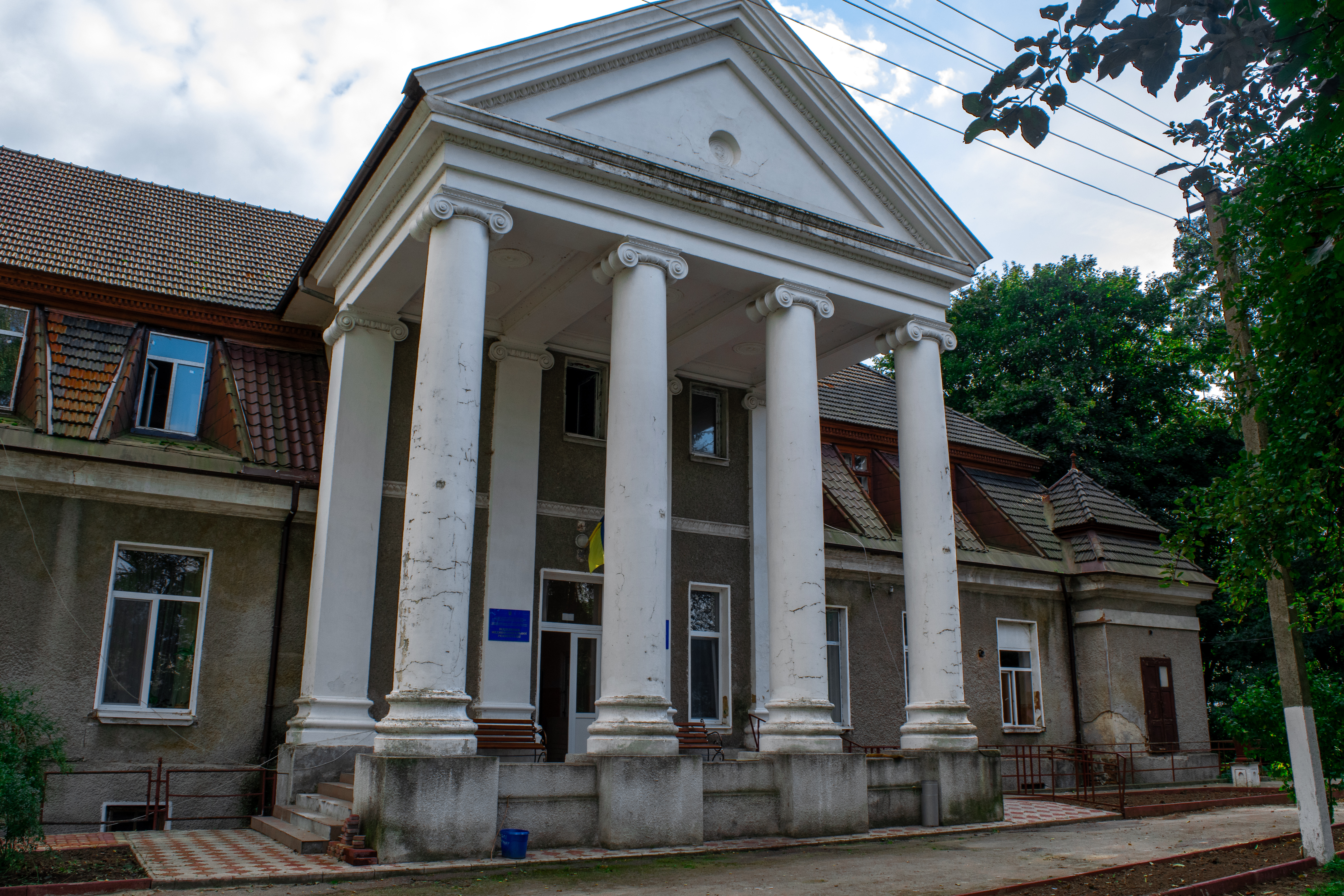
Pałac Krzeczunowiczów od frontu

Pałac Krzeczunowiczów – neoklasycystyczny pałac we wsi Bołszowce w obwodzie iwanofrankiwskim na Ukrainie, zbudowany w latach 1926–1929, początkowo siedziba rodowa polskiej rodziny szlacheckiej Krzeczunowiczów.

## Historia budowy
Pałac został wzniesiony na miejscu dawnego majątku rodzinnego Małeckich, wybudowanego ok. 1800 roku. Rodzina Krzeczunowiczów, która na początku XIX wieku stała się spadkobiercą Bołszowiec, odziedziczyła także kilkakrotnie przebudowywany pałac. W połowie XIX wieku dwór był trzypiętrowym, prostokątnym budynkiem z podwyższonym środkowym i dwoma bocznymi ryzalitami.
Podczas I wojny światowej dworek Małeckich został praktycznie całkowicie zniszczony. W latach 1926–1929 Kornel Krzeczunowicz ufundował tutaj nowy budynek, zaprojektowany przez polskiego architekta Tadeusza Mokłowskiego, nadając mu pałacowy wygląd.
Całkowity koszt budowy pałacu sięgnął około 1,8 mln ówczesnych złotych. Do budowy swojej posiadłości Kornel Krzeczunowicz wykorzystał ten sam rodzaj kamienia, z którego zbudowano zamek króla Daniela w Haliczu.

## Cechy architektoniczne pałacu
Budynek przypomina typowe kresowe rezydencje z przełomu XVIII i XIX wieku. Przejrzysta architektura głównej fasady pozwala sklasyfikować pałac jako przedstawiciela drugiej fali neoklasycyzmu. Polski badacz zespołów pałacowych i parkowych na Kresach Roman Aftanazy w dziele Dzieje rezydencji na dawnych kresach Rzeczypospolitej (tom 7) szczegółowo opisał cechy architektoniczne pałacu w Bołszowcach:

Nowy prostokątny dwór prezentował się mniej dostojnie od strony wejścia niż od tyłu. W jego jednościennej fasadzie z przodu znajdowały się trzy osiowe występy, do których przylegał czterokolumnowy portyk joński, zwieńczony prostokątnym frontem. [...] Tylna fasada wyglądała bardziej monumentalnie. W pobliżu wyraźnego środkowego ryzalitu, z otworami okiennymi wypełnionymi jońskimi pilastrami, znajdowały się dwa boczne ryzality, znacznie wyższe niż reszta budynku, z zakrytymi narożnikami pilastra i oddzielnymi daszkami. [...] Do centralnej części pałacu przylegał duży taras otoczony kamienną balustradą z monumentalnymi dwustronnymi schodami prowadzącymi do parku. [...] Pałac przykryty jest łamanym, czterospadowym dachem, u dołu którego znajdowały się okna pokoi na poddaszu.

## Rodzina Krzeczunowiczów
Krzeczunowicze byli rodziną kupiecką pochodzenia ormiańskiego. Przybyli do Rzeczypospolitej w drugiej połowie XVII wieku na zaproszenie starosty halickiego Andrzeja Potockiego, założyciela miasta Stanisławowa (obecnie Iwano-Frankiwsk). Jako znani i poważani kupcy, Krzeczunowicze szybko zyskali autorytet w całej Galicji. W 1785 roku dekretem cesarza Józefa II rodzinie Krzeczunowiczów nadano szlachectwo i własny herb.
Na początku XIX wieku nestor rodu, Walerian Krzeczunowicz (1790–1866) został spadkobiercą Bołszowiec. Jego syn Kornel starszy (1815–1881), a także wnuk Aleksander (1863–1922) byli posłami na Sejm Galicyjski. Odbudowę rodzinnej miejscowości po zniszczeniach I wojny światowej rozpoczął Aleksander, o którym mieszkańcy mawiali, że „zastał Bołszowce drewniane, a zostawił murowane”. Po jego śmierci w 1922 roku, syn Kornel młodszy (1894–1988) kontynuował dzieło swojego ojca.
Oprócz budowy nowego dworu, do wybuchu II wojny światowej na koszt Krzeczunowiczów w Bołszowcach zbudowano ponad 130 budynków gospodarczych, wzniesiono nowy młyn i założono lokalne łowiska. Według późniejszych szacunków, odbudowa i rewaloryzacja miejscowości w dwudziestoleciu międzywojennym kosztowała Krzeczunowiczów około 7 mln złotych.
W 1939 roku Kornel Krzeczunowicz wyemigrował wraz z rodziną do Wielkiej Brytanii, gdzie mieszkał przez resztę życia. Jego synem był Andrzej Krzeczunowicz, polski dziennikarz i dyplomata, wieloletni pracownik Rozgłośni Polskiej Radia Wolna Europa, ambasador RP w Belgii i Luksemburgu, przy NATO i Unii Zachodnioeuropejskiej, prezes Związku Pisarzy Polskich na Obczyźnie.

## Współczesność
Po II wojnie światowej pałac w Bołszowcach przez długi czas służył jako lokalny szpital (do połowy lat 90.). Obecnie znajduje się tam dom spokojnej starości. Pałac nie ma dziś oficjalnego statusu zabytku, a zabudowania, od dawna nieremontowane, znajdują się w fatalnym stanie technicznym, co przekłada się na niskie warunki bytowe mieszkańców ośrodka.